# Oxyhaloa deusta
Oxyhaloa deusta es una especie de cucaracha del género Oxyhaloa, familia Blaberidae, orden Blattodea.

## Distribución
Se distribuye por Sudáfrica (provincias del Cabo, Natal y de Transvaal), Mozambique, Zimbabue, Botsuana, Angola, República Democrática del Congo, Ruanda, Tanzania, Kenia y Somalia.

## Taxonomía
Fue descrita por Thunberg en 1784 y publicada en Thunberg. 1784. Dissert. entom. novas Ins. species sistens 4, Upsaliae.